# Ілішешть (комуна)
Ілішешть, Ілішешті (рум. Ilișești) — комуна у повіті Сучава в Румунії. До складу комуни входять такі села (дані про населення за 2002 рік):
- Ілішешть (2302 особи)
- Брашка (391 особа)

Комуна розташована на відстані 352 км на північ від Бухареста, 16 км на захід від Сучави, 126 км на північний захід від Ясс.

## Населення
У 2009 року у комуні проживали 2706 осіб.